# União das Freguesias de Torrozelo e Folhadosa
União das Freguesias de Torrozelo e Folhadosa, kurz Torrozelo e Folhadosa, ist eine portugiesische Gemeinde (Freguesia) im Kreis (Concelho) von Seia, im Distrikt Guarda. Sie umfasst eine Fläche von 10,2 km² und hat 808 Einwohner (Stand nach Zahlen von 2011).
Die Gemeinde entstand im Zuge der kommunalen Neuordnung Portugals nach den Kommunalwahlen am 29. September 2013, als Zusammenschluss der bisherigen Gemeinden Torrozelo und Folhadosa.
Offizieller Sitz der neuen Gemeinde wurde Torrozelo, die frühere Gemeindeverwaltung in Folhadosa blieb als Bürgerbüro erhalten.